# Erroibar
Erroibar (euskera batua; euskera d'Erroibar: Erroiberra) —oficialment Erro— és un municipi de Navarra, a la comarca d'Auñamendi, dins la merindad de Sangüesa. Limita al nord amb el Cantó de Saint-Étienne-de-Baïgorry (Baixa Navarra) i amb la vall de Baztan, a l'est amb Artzi, al sud amb Lizoain-Arriasgoiti i a l'oest amb Esteribar.

## Concejos
Els concejos són:
- Aintzioa
- Aurizberri/Espinal
- Bizkarreta-Gerendiain
- Erro
- Esnotz
- Lintzoain (capital)
- Mezkiritz
- Orondritz
- Ureta
- Zilbeti

Altres que han deixat de ser concejos:
- Ardaitz
- Loizu
- Urniza

Altres que han deixat de ser concejos i han desaparegut o estan despoblats:
- Arrizabalaga
- Larraingoa
- Gurbizar
- Oiaide
- Orosa
- Orosurgi

## Demografia
| Evolución Demográfica                                  | Evolución Demográfica | Evolución Demográfica | Evolución Demográfica | Evolución Demográfica | Evolución Demográfica | Evolución Demográfica | Evolución Demográfica | Evolución Demográfica | Evolución Demográfica | Evolución Demográfica |
| 1996                                                   | 1998                  | 1999                  | 2000                  | 2001                  | 2002                  | 2003                  | 2004                  | 2005                  | 2006                  | 2007                  |
| ------------------------------------------------------ | --------------------- | --------------------- | --------------------- | --------------------- | --------------------- | --------------------- | --------------------- | --------------------- | --------------------- | --------------------- |
| 787                                                    | 797                   | 790                   | 787                   | 778                   | 783                   | 759                   | 751                   | 747                   | 745                   | 760                   |
| Fuentes: Erroibar i Institut d' Estadística de Navarra |                       |                       |                       |                       |                       |                       |                       |                       |                       |                       |

## Topònim
Erro és un topònim de significat i origen desconegut. La paraula erro significa arrel en basc i alguns autors com Arturo Campión van defensar que el nom de la vall pogués tenir aquest possible origen etimològic. S'ha tractat de buscar relació també entre el nom de la vall i paraules basques com errota (molí), errotu (arrelat), errobi (torrent, riu), erroitz (precipici). Altra possible hipòtesi és la qual creu que el nom de la vall prové d'un nom propi desconegut. Existeix un poble dit Erroz en la vall d'Arakil a Navarra, que sembla seguir el patró dels topònims navarresos amb terminació -oz. Julio Caro Baroja defensava que aquests topònims provenien d'un nom propi unit al sufix -oz, que igual que altres sufixos com -iz o -ez haurien sorgit de l'evolució del sufix llatí -icus. Aquest sufix també hauria donat origen als patronímics utilitzats en els idiomes llatins de la península Ibèrica.
En la zona basconavarresa Caro Baroja considerava que els sufixos -oz, -ez i -iz aplicats a la toponímia indicaven que en l'antiguitat el lloc havia estat propietat de la persona el nom de la qual apareixia unit al sufix, podent-se remuntar el seu origen des de l'Edat Mitjana fins a l'època de l'Imperi Romà. Si es considera que Erroz entra dintre d'aquest patró, existiria llavors un nom propi Erro que hauria donat origen a aquest topònim i que podria estar també darrere del nom de la vall d'Erro. No obstant això, no existeix cap documentació que avali aquesta hipòtesi.